# 万合永镇
万合永镇，是中华人民共和国内蒙古自治区赤峰市克什克腾旗下辖的一个乡镇级行政单位。

## 行政区划
万合永镇下辖以下地区：
柳林村、万德成村、广义村、大河村、二地村、兴盛义村、中心村、浩来村、关东车村、新井村、永明村和河沿村。